# التهاب الصفاق الثالثي
التهاب الصفاق الثالثي (المعروف أيضًا باسم التهاب الصفاق المتكرر) هو التهاب في الصفاق يستمر لمدة 48 ساعة بعد الجراحة الناجحة التي جرت في ظروف جراحية مناسبة. عادة ما يكون التهاب الصفاق الثالثي هو النتيجة الأكثر تأخرًا وشدة للعدوى (الإنتان الجرثومي) داخل البطن. عادة ما يُقبل المرضى الذين يصابون بالتهاب الصفاق الثالثي في وحدة العناية المركزة بسبب الطبيعة الحرجة والمهددة للحياة للحالة والتي يمكن أن تؤدي إلى فشل العديد من الأعضاء على الرغم من علاجها، ولديها معدل وفيات مرتفع بنسبة 60%. تشمل علامات التهاب الصفاق الثالثي وأعراضه الحمى وانخفاض ضغط الدم وآلام البطن. غالبًا ما يكون تشخيص الحالة صعبًا ويجب أن يكون التدخل العلاجي مبكرًا قدر الإمكان.

## العلامات والأعراض
غالبًا ما تكون أعراض التهاب الصفاق الثالثي حادة، وتشمل السمات السريرية ما يلي:
- الحُمى
- عدم انتظام دقات القلب
- تسرع النفس
- انخفاض ضغط الدم
- ألم بطني
- تخليط ذهني
- انتفاخ في البطن
- الغثيان والقيء.[5]

## الأسباب
تشمل أسباب التهاب الصفاق الثالث ما يلي:
- التهاب الصفاق بعد الجراحة
- التهاب البنكرياس
- تنخر الأمعاء
- قرحة ثاقبة
- التهاب الرتج
- التهاب الزائدة الدودية.[1]

البكتيريا الدقيقة التي تسبب عادة العدوى في التهاب الصفاق الثالث هي كائنات دقيقة ذات فوعة منخفضة. وتشمل هذه المكورات المعوية، والمبيضات، والمكورات العنقودية البشروية، والجراثيم المعوية. هناك اختلاف في الكائنات الحية التي تسبب التهاب الصفاق الثانوي مقارنة بتلك التي تسبب التهاب الصفاق الثالثي ويمكن الإشارة إلى هذا على أنه تحول ميكروبي. أظهرت بعض الكائنات الحية الدقيقة مقاومة للأدوية المتعددة مما يزيد من صعوبة علاج الحالة، وبالتالي فإن التشخيص سيئ. عادة ما يعتمد تكوين الكائنات الدقيقة على موقع سبب التهاب الصفاق الثالثي.

### عوامل الخطر
- العمر:> 70
- نقاط APACHE II (مجموع نقاط أكثر من 20)
- مريض نقص المناعة
- حالة مزمنة
- الجنس الأنثوي
- التهاب صفاق سابق
- وجود قصور عضو حالي مُقاس بدرجة جوريس
- الالتهابات الفطرية
- سوء التغذية
- الكائنات الحية المقاومة للعلاج بالصادات الحيوية
- تكرار الإجراءات الجراحية.[7][8]

## التشخيص
من الصعب تشخيص التهاب الصفاق الثالثي. من الصعب التمييز بين التهاب الصفاق الثالثي والتهاب الصفاق الثانوي إذ توجد عادة سلسلة متصلة بين الاثنين. من الصعب الوصول إلى النقطة التي يتحول فيها التهاب الصفاق الثانوي إلى التهاب صفاق ثالثي وبالتالي غالبًا ما يُفوت سريريًا.
يجب أن يكون تشخيص التهاب الصفاق الثالثي في الوقت المناسب ويفضل قبل بضع البطن للمساعدة في تقليل مخاطر حدوث مضاعفات. سيؤدي ذلك إلى تحسين نتيجة الحالة. يُدعم تشخيص التهاب الصفاق الثالثي أولًا من خلال العلامات السريرية مثل الحمى وانخفاض ضغط الدم. يُشخص جراحيًا من خلال عملية ثانية، أي شق البطن الطارئ. في التهاب الصفاق الثالثي، لا يوجد عيب تشريحي في بطانة الصفاق، وبالتالي فإن شق البطن المخطط أو الطارئ بعد العلاج الأولي هو الطريقة الأكثر شيوعًا لتشخيص التهاب الصفاق الثالثي.
في الوقت الحالي، لا يوجد دليل على فعالية معايير سريرية أو معملية محددة أو أنظمة تسجيل النقاط للمساعدة على وجه التحديد في المساعدة وتوجيه تشخيص التهاب الصفاق الثالثي ولكن في مؤتمر إجماع وحدة العناية المركزة، اقتُرحت ثلاثة معايير للمساعدة في تشخيص التهاب الصفاق الثالثي. تشمل المعلمات السريرية مؤشر مانهايم لالتهاب الصفاق ومؤشر علم وظائف الأعضاء الحادة المبسطة II وتشمل المعلمات المختبرية اختبار البروتين التفاعلي C. يمكن أن تساعد هذه المعلمات فقط في تحديد هؤلاء المرضى الذين قد يصابون بالتهاب الصفاق الثالثي في المستقبل، في حال أُجريت بوقت مبكر. من المهم ملاحظة أن هذه المعلمات ليست تقييمات مؤكدة لالتهاب الصفاق الثالثي وبالتالي لها قيمة سريرية محدودة.